# کریستین ساپونارو
یونوتس کریستین ساپونارو (رومانیایی: Ionuț Cristian Săpunaru؛ زادهٔ ۵ آوریل ۱۹۸۴) بازیکن فوتبال اهل رومانی است.
از باشگاه‌هایی که در آن بازی کرده‌است می‌توان به رئال ساراگوسا، پورتو، راپید بخارست، الچه، آسترا جورجو و قیصریه‌اسپور اشاره کرد.
وی همچنین در تیم ملی فوتبال رومانی بازی کرده‌است.